# Brad Dexter
 (mars 2019).
Si vous disposez d'ouvrages ou d'articles de référence ou si vous connaissez des sites web de qualité traitant du thème abordé ici, merci de compléter l'article en donnant les références utiles à sa vérifiabilité et en les liant à la section « Notes et références ».
Pour les articles homonymes, voir Dexter.
Boris Milanovich dit Brad Dexter est un acteur américain d'origine serbe, né à Goldfield (Nevada) le 9 avril 1917, et mort à Rancho Mirage (Californie) le 12 décembre 2002.
Il est notamment connu pour avoir tenu le rôle de Harry Luck dans Les Sept Mercenaires.

## Biographie
Il meurt d'un emphysème pulmonaire, le 12 décembre 2002 à 85 ans.

## Filmographie
- 1944 : Winged Victory
- 1946 : Heldorado
- 1947 : Sinbad le marin
- 1950 : Quand la ville dort
- 1952 : Le Paradis des mauvais garçons (Macao)
- 1952 : Scandale à Las Vegas (The Las vegas story)
- 1953 : L'Affaire de la 99ème rue (99 River Street)
- 1955 : La Maison de bambou
- 1955 : Les Inconnus dans la ville (Violent Saturday)
- 1955 : Tant que soufflera la tempête (Untamed)
- 1956 : Le Temps de la colère (Between Heaven and Hell)
- 1956 : Le Fond de la bouteille (The Bottom of the Bottle)
- 1957 : The Oklahoman
- 1958 : L'Odyssée du sous-marin Nerka (Run Silent, Run Deep)
- 1959 : Le Dernier Train de Gun Hill
- 1960 : 13 Fighting Men
- 1960 : Vice Raid
- 1960 : Les Sept Mercenaires
- 1960 : Au nom de la loi  (TV) : saison 2 épisode 31 (Le route de la prison/Prison trail) : Stranger
- 1961 : X-15
- 1961 : The George Raft Story
- 1961 : Twenty Plus Two
- 1962 : Taras Bulba de J. Lee Thompson [2],[3]
- 1962 : Les Rois du soleil
- 1963 : La Revanche du Sicilien (Johnny Cool)
- 1964 : Le Mercenaire de minuit (Invitation to a Gunfighter)
- 1965 : Les Yeux bandés (Blindfold)
- 1965 : L'Express du colonel Von Ryan
- 1965 : Fièvre sur la ville (Bus Riley's Back in Town)
- 1965 : L'Île des braves (None But the Brave) de Frank Sinatra
- 1973 : Jory (en) de Jorge Fons
- 1975 : Shampoo de Hal Ashby
- 1976 : Vigilante Force (en) de George Armitage
- 1977 : The Private Files of J. Edgar Hoover de Larry Cohen : Alvin Karpis
- 1978 : Appelez-moi docteur (House Calls) de Howard Zieff